# Свидовок (Павлоградский район)
Свидовок (укр. Свідівок) — село,
Поперечненский сельский совет,
Павлоградский район,
Днепропетровская область,
Украина.
Код КОАТУУ — 1223587104. Население по переписи 2001 года составляло 58 человек .

## Географическое положение
Село Свидовок находится на расстоянии в 1,5 км от села Степь.
По селу протекает пересыхающий ручей с запрудой.